# Mihimaclip 2
『mihimaclip2』（ミヒマクリップ2）はmihimaru GTが2008年11月28日に発売したビデオ・クリップ集。

## 概要
約2年ぶりとなるmihimaru GTのビデオクリップ集で、8thシングル「さよならのうた」から13thシングル「パンキッシュ☆」までのビデオクリップ、さらに初のベストアルバム「THE BEST of mihimaru GT」に収録された「かけがえのない詩」のカップリング曲である「Future Language」、ボーナストラックとして「帰ろう歌 -TAKE 07-」が収録されている。
すでに発売していた14thシングル「俄然Yeah!」のPVは収録されなかった。

## 曲目
1. さよならのうた
8thシングル
2. 気分上々↑↑
9thシングル
3. ツヨクツヨク
10thシングル
4. いつまでも響くこのmelody
11thシングルの1曲目
5. マジカルスピーカー
11thシングルの2曲目
6. かけがえのない詩
12thシングル
7. Future Language
12thシングルのカップリング曲
8. パンキッシュ☆
13thシングル

Bonus Track
1. 帰ろう歌 -TAKE 07-
2ndシングル「帰ろう歌」のリテイクバージョン